# Moschos

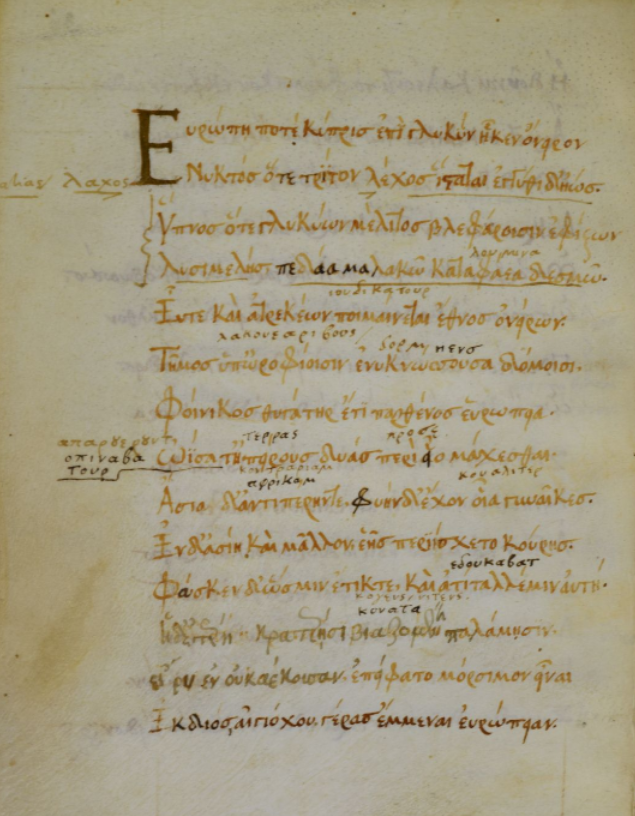
Die Europa des Moschos in einer Handschrift des 15. Jahrhunderts (British Library, Add MS 11885)

Moschos (altgriechisch Μόσχος Móschos) war ein antiker griechischer Grammatiker und bukolischer Dichter. Er lebte um die Mitte des 2. Jahrhunderts v. Chr.
Moschos stammte aus Syrakus. In Alexandria, dem kulturellen Zentrum der hellenistischen Welt, war er ein Schüler des Gelehrten Aristarch. Er verfasste neben kleineren bukolischen Gedichten, die sich zum Teil erhalten haben, das Epyllion Europa. Die Europa ist eine in Versform gehaltene Erzählung über die gewaltsame Entführung der phönizischen Königstochter Europa durch den stiergestaltigen Gott Zeus nach Kreta.

## Textausgaben und Übersetzungen
- Winfried Bühler (Hrsg.): Die Europa des Moschos. Text, Übersetzung und Kommentar. (= Hermes-Einzelschriften. Heft 13). Franz Steiner, Wiesbaden 1960.
- Malcolm Campbell (Hrsg.): Moschus: Europa. Olms-Weidmann, Hildesheim 1991, ISBN 3-487-09432-0 (mit Einleitung und Kommentar)
- Moschos: Europa, in: Griechische Kleinepik, Hrsg. Manuel Baumbach, Horst Sitta, Fabian Zogg, Sammlung Tusculum, 2019 (Griechisch-Deutsch)